# Tomoyoshi Miyazaki
宮崎友好
Tomoyoshi Miyazaki (宮崎友好, Miyazaki Tomoyoshi) est un scénariste de jeu vidéo et game designer japonais né en 1968 à Tokyo.

## Biographie
Tomoyoshi Miyazaki découvre le jeu vidéo à l'école primaire par le biais de l'arcade. Au collège, sa famille fait l'acquisition d'un micro-ordinateur, sur lequel il recopiera et analysera les codes de jeux fournis dans les magazines de jeux vidéo. Il obtient ensuite un travail à temps partiel dans une boutique informatique près de chez lui.
En 1986, il entre à temps partiel chez Nihon Falcom durant sa formation à l'Université Chūō. Son premier travail est d'aider à la réalisation des manuels d'instructions de Templo del Sol: Asteka II et de Xanadu: Scenario II. C'est alors que Masaya Hashimoto lui propose de réaliser le scénario de son prochain jeu, qui deviendra Ys I. Il scénarisera également la suite directe, Ys II, ainsi que Ys III.
En 1989, il quitte Falcom trois mois avant la sortie de Ys III pour fonder avec Masaya Hashimoto, programmeur et game designer avec qui il a travaillé sur Ys, Quintet. Il sera président de l'entreprise jusqu'à sa fermeture au milieu des années 2000 et participera à la plupart des réalisations de Quintet, dont Soul Blazer, ActRaiser, Illusion of Time et Terranigma.
Il fut également membre du studio Shade (fondé par Koji Yokota, ex-membre de Quintet) au sein duquel il participera au développement de The Granstream Saga, en tant que scénariste.
En 2008, il fonde Giga Factory, qui réalisera une application de pachinko en ligne, WebPachi, et ré-éditera ActRaiser sur la Console virtuelle. Il devient également président d'une société proposant un service de paiement par carte de crédit, Kessai dottokomu (決済ドットコム). Les deux sociétés ont fait faillite en 2010.

## Travaux[5]
| Année | Plate-forme      | Titre                                          | Rôle                                                                          |
| ----- | ---------------- | ---------------------------------------------- | ----------------------------------------------------------------------------- |
| 1986  | PC-88            | Templo del Sol: Asteka II                      | Remerciements (manuel d'instructions)                                         |
| 1986  | PC-88            | Xanadu: Scenario II                            | Manuel d'instructions (avec Tsuneyuki Miyamoto)                               |
| 1987  | PC-88            | Ys I: Ancient Ys Vanished                      | Scénario                                                                      |
| 1987  | PC-88            | Sorcerian                                      | Remerciements                                                                 |
| 1988  | PC-88            | Ys II: Ancient Ys Vanished - The Final Chapter | Scénario                                                                      |
| 1989  | PC-88            | Ys III: Wanderers from Ys                      | Scénario (non crédité)                                                        |
| 1990  | Super Famicom    | ActRaiser                                      | Scénario                                                                      |
| 1992  | Super Famicom    | Soul Blazer                                    | Scénario                                                                      |
| 1993  | Super Famicom    | ActRaiser 2                                    | Scénario, script                                                              |
| 1993  | Super Famicom    | Illusion of Time                               | Game design                                                                   |
| 1994  | Super Famicom    | Robotrek                                       |                                                                               |
| 1995  | Super Famicom    | Terranigma                                     | Game design, script                                                           |
| 1997  | PlayStation      | The Granstream Saga                            | Scénario (avec Masami Ohkubo)                                                 |
| 1998  | Saturn           | Code R                                         | Producteur                                                                    |
| 1999  | PlayStation      | Planet Laika                                   | Game design                                                                   |
| 2001  | PlayStation 2    | Atelier Lilie ~Salburg no Renkinjutsushi 3~    | Producteur                                                                    |
| 2001  | PlayStation      | Inuyasha                                       | Réalisateur (avec Takashige Shichijo et Yasuhiro Wakai)                       |
| 2001  | Game Boy Advance | Robopon 2                                      | Game design (avec Yukio Umematsu, Yasuhiro Wakai et Akira Kitanohara), effets |
| 2002  | Game Boy Advance | Majikaru hōshin                                | Réalisateur (avec Ryūta Ishimura)                                             |
| 2002  | PlayStation 2    | Kidou Shinsengumi Moeyo Ken                    | Réalisateur (équipe programmation)                                            |
| 2004  | PlayStation 2    | InuYasha: The Secret of the Cursed Mask        | Game design, script (participations)                                          |
| 2006  | PlayStation 2    | Ar tonelico: Melody of Elemia                  | Effets spéciaux (avec Kazuya Matsuzawa et Yasuhiko Watanabe)                  |
| 2006  | PlayStation 2    | Bleach: Hanatareshi Yabou                      | Réalisateur                                                                   |